# 그라피치
에지나우두 바치스타 리바누(포르투갈어: Edinaldo Batista Libano, 1979년 4월 2일 ~ )는 흔히 그라피치(Grafite)라는 이름으로 알려져 있는 브라질의 전 축구 선수로, 포지션은 공격수이다.

## 클럽 경력
2003년 대한민국 K리그 클럽인 안양 LG 치타스(현 FC 서울) 소속으로 뛴 적도 있었으며 K리그 등록명은 바티스타였다. 안양 LG 치타스 소속 시절 데뷔전이었던 브라질 리우데자네이루 주 선발팀과의 경기에서 좋은 활약을 보여주며 큰 기대를 가지게 했지만K리그 개막 후 9경기에 선발 출전했지만 단 한 골도 기록하지 못하고 2003년 6월 방출되고 만다.
2007년부터 2011년까지 독일 분데스리가 클럽인 VfL 볼프스부르크 소속으로 뛰었고 2008-09 시즌에서 28득점을 기록하면서 분데스리가 득점왕에 올랐다.

## 국가대표팀 경력
2010년 남아프리카 공화국 월드컵에서 브라질 국가대표로 출전했다.